# 高知県立春野高等学校
高知県立春野高等学校（こうちけんりつ はるのこうとうがっこう、Kochi Prefectural Haruno High School）は、高知県高知市春野町弘岡下に所在する公立の高等学校。

## 設置学科
- 総合学科
  - 人文系列
  - 食農系列
  - 園芸系列
  - 生活クリエイト系列

## 沿革

### 高等女学校
- 1908年（明治41年） - 弘岡実業女学校として開校。後に弘岡実科高等女学校に改称。
- 1943年（昭和18年）4月1日 - 弘岡実科高等女学校を弘岡高等女学校と改称。
- 1945年（昭和20年）3月31日 - 弘岡高等女学校が廃止される。

### 農業学校
- 1941年（昭和16年）4月1日 - 高知県立弘岡農業学校（甲種）が開校。
- 1942年（昭和17年）4月9日 - 現在地に移転。
- 1945年（昭和20年）4月1日 - 高知県立弘岡農業学校に女子部を併設し、元・弘岡高等女学校2年修了者を収容。

### 新制高等学校
- 1948年（昭和23年）4月1日 - 学制改革（六・三・三制の実施）により、旧制農業学校が廃止され、高知県立弘岡農業高等学校が発足。
- 1971年（昭和46年）4月1日 - 校名を高知県立高知園芸高等学校に改称。園芸科・生活科・施設園芸科・果樹園芸科・造園科・園芸生活科の6学科を設置。
- 1973年（昭和48年）3月31日 - 園芸科・生活科を廃止。
- 1988年（昭和63年）4月1日 - 学科改編により、果樹園芸科を園芸経済科に、園芸生活科を生活科学科に改称。
- 1994年（平成6年）4月1日 - 学科改編により、造園科を環境デザイン科に改称。
- 2002年（平成14年） - ビオガーデン（ビオトープ）が完成。
- 2006年（平成18年）4月1日 - 総合学科を設置し、高知県立春野高等学校（現校名）に改称。
- 2008年（平成20年）3月31日 - 施設園芸科、園芸経済科、環境デザイン科、生活科学科を廃止。

## 著名な出身者
- 山崎匡佑 - 漫画家